# Pheidole brandaoi

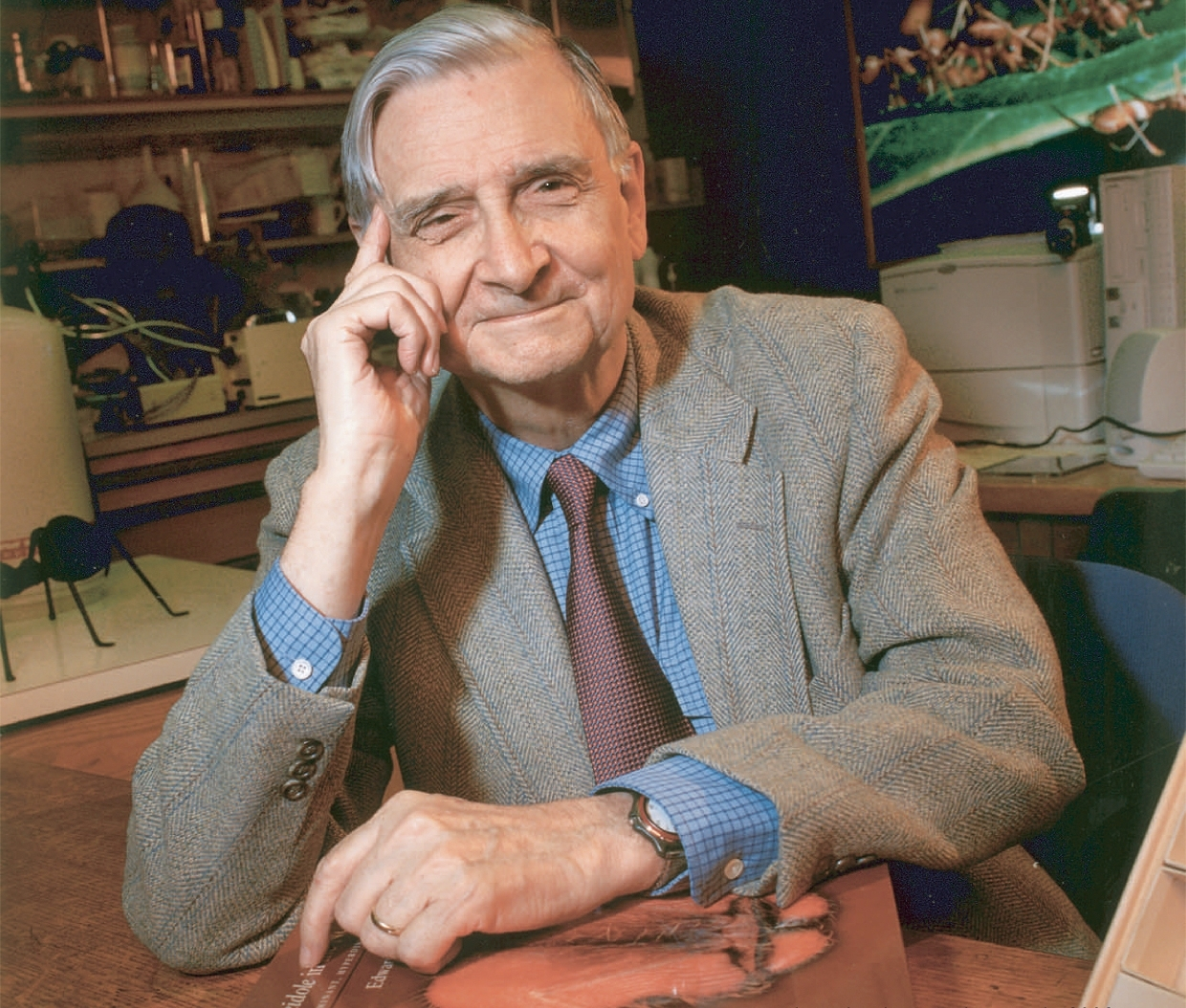
Профессор Эдвард Уилсон, автор первого описания вида.

Pheidole brandaoi  (лат.) — вид муравьёв рода Pheidole из подсемейства Myrmicinae (Formicidae). Новый Свет.

## Распространение
Южная Америка: Колумбия.

## Описание
Мелкие земляные мирмициновые муравьи, длина около 2—3 мм, основная окраска тела одноцветно-жёлтая (характерные для рода большеголовые солдаты крупнее). Проподеум выпуклый. Затылочный край головы солдат вогнутый. Усики рабочих 12-члениковые с 3-члениковой булавой. Ширина головы крупных солдат — 0,96 мм (длина головы — 1,0 мм). Ширина головы мелких рабочих 0,60 мм, длина головы 0,66 мм, длина скапуса усика — 0,76 мм. Стебелёк между грудкой и брюшком состоит из двух члеников: петиолюса и постпетиолюса (последний четко отделен от брюшка). Pheidole brandaoi относится к видовой группе Pheidole diligens Group и сходен с видами Pheidole perdiligens, Pheidole radoszkowskii, но отличается редкими волосками на груди. Вид описан в 2003 году американским мирмекологом профессором Эдвардом Уилсоном и назван в честь бразильского мирмеколога Роберто Брандао (C. Roberto F. Brandão, Бразилия).